# Cerkóffélék
A cerkóffélék (Cercopithecidae) a főemlősök (Primates) orrtükör nélküliek (Haplorrhini) alrendjének, azon belül a keskenyorrú majmok vagy óvilági majmok (Catarrhini) csoportjának egyik családja (a másik két család a gibbonféléké és a emberféléké).
A cerkóffélék családjának képviselői csaknem egész Afrikában, Ázsia jelentős részén, sőt még Dél-Európában is jelen vannak. Az első leletek az oligocénből, körülbelül 30 millió évvel ezelőttről származnak. Közepes illetve nagy testű főemlősök tartoznak a családba. Minden ujjuk végén körmök találhatók. Arcizmaik fejlettek, így a mimikának nagy szerepe van a szociális kommunikációjukban. Többnyire családi csoportokban élnek, egyes fajok azonban nagy csapatokba verődve élnek. 32 foguk van, melyek közül a felső szemfogak többnyire hosszúak.
Az ide tartozó 22 nemzetség 135 faját két alcsaládra szokás osztani: a többnyire mindenevő cerkófokéra és a főleg növényevő karcsúmajmokéra. Sok fajukkal lehet találkozni az állatkertekben, közülük egyesek kifejezetten gyakoriak.

## Rendszerezés
A családba az alábbi alcsaládok tartoznak
- Cerkófmajomformák (Cercopithecinae)
- Karcsúmajmok (Colobinae)